# Crematogaster frivola
Crematogaster frivola är en myrart som beskrevs av Auguste-Henri Forel 1902. Crematogaster frivola ingår i släktet Crematogaster och familjen myror.

## Underarter
Arten delas in i följande underarter:
- C. f. frivola
- C. f. sculpticeps